# Copa BancoEstado 2010
La Copa BancoEstado 2010 fue una competencia internacional amistosa de fútbol disputada en Chile en ese año, instituida por el Banco del Estado de Chile (cuyo nombre publicitario es BancoEstado) a modo de intensificar los trabajos de pretemporada del segundo semestre del 2010, en vista a los respectivos torneos nacionales e internacionales de cada entidad deportiva.
En la primera edición se enfrentaron Universidad de Chile, que se encontraba en la recta final de la Copa Libertadores 2010 y Olimpia, quien se aprestaba a competir en la Copa Sudamericana 2010.
La segunda edición, en tanto, la disputaron Colo-Colo y nuevamente Olimpia, ambos participantes de la novena edición de la Copa Sudamericana.

## Equipos participantes
- Colo-Colo (Chile)
- Olimpia (Paraguay)
- Universidad de Chile (Chile)

## Primera edición
| Copa BancoEstado I edición; 4 de julio de 2010, 17:00 | Universidad de Chile             | 2:1 (1:0) | Olimpia  | Estadio El Teniente, Rancagua (Chile)                    |                                                          |
|                                                       | Bonet 24' (a.g.) · Contreras 60' | Reporte   | Orué 75' | Asistencia: 14.450 espectadores Árbitro(s): Jorge Osorio | Asistencia: 14.450 espectadores Árbitro(s): Jorge Osorio |
| 53' Meza (Olimpia).                                   |                                  |           |          |                                                          |                                                          |

### Campeón
| Bandera de Chile             |
| Campeón Universidad de Chile |

## Segunda edición
| Copa BancoEstado II edición; 7 de julio de 2010, 22:00 | Colo-Colo                                           | 2:2 (2:2) (4:2 p.)         | Olimpia                             | Estadio Regional de Antofagasta, Antofagasta (Chile)     |                                                          |
| | Torres 18' · Quiroga 35'                            | Reporte                    | Ferreyra 24' (pen.), 30'            | Asistencia: 25.534 espectadores Árbitro(s): Claudio Puga | Asistencia: 25.534 espectadores Árbitro(s): Claudio Puga |
| |                                                     | Tiros desde el punto penal |                                     |                                                          |                                                          |
| | Miralles · Fuenzalida · Araos · Jorquera · Cereceda |                            | Orué · Caballero · Prieto · Molinas |                                                          |                                                          |
| 13' Sanhueza (Colo-Colo). · 40' Prieto (Olimpia). · 44' Bareiro (Olimpia). · 44' Meléndez (Colo-Colo). · 45' Quiroga (Colo-Colo). · 85' Del Puerto (Olimpia). |                                                     |                            |                                     |                                                          |                                                          |

### Campeón
| Bandera de Chile  |
| Campeón Colo-Colo |